# 茲布蘭基夫齊
51°21′35″N 29°2′38″E / 51.35972°N 29.04389°E
茲布蘭基夫齊（羅馬化：Zbran'kivtsi），是烏克蘭北部的村莊，隸屬日托米爾州的科羅斯滕區。該村面積0.32平方公里，海拔高度142米，2001年人口29，人口密度每平方公里91.19人。